# Les Enfants d'Abraham (installation)
Les Enfants d'Abraham est une installation artistique par Jens Galschiot sur le fondamentalisme religieux, les dogmes monothéistes et le dialogue.

## Idée et description de la sculpture
Le projet évolue autour d'une monumentale sculpture en bronze constituée des lettres « F.U.N.D.A.M.E.N.T.A.L.I.S.M »
Chacune des lettres mesure 2,5 mètres de hauteur. Elles sont placées sur un socle mesurant 90 cm de hauteur, formant un large cercle fermé d'un diamètre de 9 mètres. Une petite ouverture entre deux lettres constitue la seule entrée dans la sculpture.
Chacune des lettres est constituée de copies en cuivre des livres saints du judaïsme, du christianisme, et de l'islam. 
Ces religions sont également connues sous le nom du « Peuple du Livre » parce qu'elles ont toutes une écriture sainte comme fondement de leur religion. Les lettres sont composés de copies en cuivre de ses écritures, respectivement :
- La Torah (les cinq livres de Moïse) ;
- La Bible (le Nouveau Testament) ;
- Le Coran.

### Des lettres faites de livres
Les livres sont empilés les uns sur les autres pour former chacune des lettres. Mais de manière séparée ; un caractère est entièrement composé de Corans, un autre de Bibles, et un autre de Torah, en cuivre. 
Pour éviter une polémique sur le blasphème, j'ai choisi de ne pas utiliser de Livres originaux. Au lieu de quoi les Livres Saints sont modelés à la Main. Ils ont tout de même l'apparence de vrais Textes Saints, tant par la taille que par la forme. 
Les livres sont empilés de manière irrégulière, ce qui donne un léger aspect branlant à la sculpture. Elle est constituée de plus de 8 000 livres de cuivre. Comme il n'y a seulement que quatorze lettres et trois religions, une des religions n'est représentée que par  quatre lettres – en contrepartie elle l'est par les Lettres les plus grandes.

### Les livres et les citations
Les citations provenant des livres sont choisies par l'artiste derrière le projet, Jens Galschiot, en collaboration avec des experts (par exemple des historiens des religions), qui peuvent fournir une expertise pour chaque religion. Grâce à leurs expertises professionnelles, ils garantissent que les citations soient autorisées et proviennent de traductions reconnues. 
Pour chaque citation on peut voir son origine exacte, sa langue d'origine (Araméen, Arabe, Hébreux et Grec ancien) et la traduction locale, par exemple danois quand l’œuvre est exposée au Danemark. Il y a 200 citations pour chaque religion. Donc 600 citations différentes au total.

## Symbolisme
Le symbolisme peut être interprété de différentes manières. Voici quelques suggestions de Jens Galschiot :
- Les points essentiel ne sont pas les textes religieux en eux-mêmes, mais plutôt de quelle manière ils sont interprétés et utilisés, et par qui.
- Toutes les religions contiennent des textes contradictoires qui peuvent être utilisés pour justifier ou les plus brutaux ou les plus nobles des actes.
- Beaucoup sont subjugués par les belles citations, mais finissent supprimés par les citations obscures.
- Vous devez enfreindre la règle (le panneau « Sans Issue ») pour sortir du cercle. Si vous avez une fois accepté une interprétation fondamentaliste de la religion, il est difficile d'en sortir, car en sortir serai une offense aux règles de Dieu.